# Carlos Canseco
Carlos Canseco González (Tampico, México, 17 de marzo de 1921 - Monterrey,  México, 14 de enero de 2009) fue un médico mexicano reconocido por la Organización Panamericana de la Salud como una de las once personas que más influyeron en la salud pública del continente americano durante el siglo XX.
Falleció el 14 de enero de 2009 después de estar 1 año y medio en el hospital.
Canseco González nació el 17 de marzo de 1921 en Tampico, falleció el 14 de enero de 2009 en la Ciudad de Monterrey, Nuevo León. Se graduó como Médico Cirujano Partero de la Universidad Autónoma de México (ahora UNAM) y posteriormente se especializó en alergología en la Universidad del Noroeste de los Estados Unidos (Northwestern University) y en inmunología clínica en la Universidad de Pittsburgh.
En 1949 creó la primera cátedra de alergología en la Universidad de Nuevo León (ahora UANL) y al año siguiente encabezó el patronato para la construcción del Hospital Infantil en la capital del estado. En 1950 fundó junto a varios empresarios locales el Club de Fútbol Monterrey e ingresó al Club Rotario, el cual terminaría presidiendo a nivel mundial 34 años más tarde y desde el cual lanzaría una campaña internacional para inmunizar a todos los niños del mundo contra la poliomielitis. Dos años antes (1982) había colaborado con Albert Sabin en el desarrollo de una vacuna en aerosol contra el sarampión.

## Honores
En los últimos años el doctor Canseco recibió el doctorado honoris causa de las universidades de Milwaukee, Seúl, Autónoma de Nuevo León y de las Américas en Puebla. Fue condecorado por los gobiernos de Alemania, Brasil, Perú, Colombia, República Dominicana y Venezuela. En enero de 2002 fue elegido uno de los once “Héroes de la Salud Pública” del siglo XX por la Organización Panamericana de la Salud y el 7 de octubre de 2004 recibió la Medalla Belisario Domínguez de manos del presidente Vicente Fox. 

### Epónimos
En mayo de 2008, el Ayuntamiento de Monterrey crea la Medalla de Oro Dr. Carlos Canseco como un reconocimiento a la labor extraordinaria del insigne médico no solo en el campo de la salud sino en el área del desarrollo de la comunidad. En su primera edición, la presea fue entregada a Hospital Universitario "José Eleuterio González" y a los médicos Donato Saldívar Rodríguez y José Gerardo González González, trabajadores del mismo nosocomio.
El Hospital General Regional del Puerto de Tampico lleva el nombre Carlos Canseco, por que su padre fue médico Reconocido en Tampico.